# غوردون سميث (مصارع رياضي)
غوردون سميث (بالإنجليزية: Gordon Smith)‏ هو مصارع رياضي أسترالي، ولد في 21 يونيو 1954.

## وصلات خارجية
- غوردون سميث على موقع أوليمبيديا (الإنجليزية)